# Sparone
Sparone – miejscowość i gmina we Włoszech, w regionie Piemont, w prowincji Turyn.
Według danych na rok 2004 gminę zamieszkiwały 1174 osoby, 40,5 os./km².